# Zivania
La Zivania (greco: Ζιβανία) è un distillato tipico cipriota.

## Produzione
La Zivania si ottiene per distillazione di vinacce locali dell'isola di Cipro con o senza una quantità di vino secco e senza l'aggiunta di ulteriori zuccheri. L'apparato per la distillazione è detto kazani (greco: καζάνι) dove l'ultima frazione di prodotto ottenuta viene detta porakos (greco: πόρακος) e presenta un minore contenuto alcolico. Dopo la produzione segue un periodo di affinamento in cantine isotermiche in contenitori di legno o acciaio.

## Caratteristiche
Si presenta incolore, trasparente, con gusto aromatico lievemente secco. La gradazione alcolica è del 45%.

## Storia
Non è noto quando la Zivania sia stata prodotta per la prima volta a Cipro. Mentre alcuni credono che il metodo di produzione della Zivania , che è simile a quello dello Tsipouro, sia stato portato a Cipro dai monaci di Monte Athos nel XV secolo,  altri credono che la Zivania sia stata prodotta a Cipro da quando la Repubblica di Venezia governava alla fine del XV secolo. All'inizio si chiamava "Acquavite", ma durante la dominazione ottomana ha cambiato il nome in "Zivania". La sua produzione prosegue durante la dominazione ottomana ed inglese. Alcune prove della sua produzione si trovano in alcuni scritti, tra i quali quello di Samuel Baker del 1879 riporta: «[...] the refuse of skins and stalks is laid upon one side to ferment for the manufacture of raki, or spirit, by distillation [...]».
Dal 2004 la Zivania sottostà alla regolamentazione europea che lo dichiara prodotto tipico cipriota che non può essere prodotto altrove e commercializzato con questo nome.

## Degustazione
La Zivania si serve ghiacciata, e a Cipro accompagna i tipici antipasti detti meze, i soutzoukos e la frutta disidratata o secca.

## Altri usi
Il distillato può essere utilizzato, secondo usi ciprioti, per il trattamento di piccole ferite, per massaggiare parti dolenti, contro il mal di denti o geloni. In alcune zone di Cipro viene mischiato con della cannella ottenendo così un diverso aroma e colore.